# 광주세관
광주본부세관(光州本部稅關, Gwangju Main Customs) 또는 광주세관은 광주광역시 일원의 관세 부과·감면 및 징수와 수출입 물품의 통관 및 밀수출입 단속에 관한 사무를 관장하는 대한민국 관세청의 소속기관이다. 1980년 6월 14일 발족하였으며, 광주광역시 북구 첨단과기로208번길 43에 위치하고 있다. 세관장은 고위공무원단 나등급에 속하는 일반직공무원으로 보한다.

## 직무
- 인사, 문서의 수발·심사·보존, 보안 및 관인관리
- 수입물품에 대한 조세의 부과·징수 및 감면에 관한 사항
- 수출입물품의 통관에 관한 사항
- 수출입물품의 통관에 관한 적법성 심사와 세액 및 환급 심사에 관한 사항
- 공항과 항만에 대한 감시업무에 관한 사항
- 선박·항공기의 입출항절차 및 검색에 관한 사항
- 총기류·폭발물등 테러관련물품의 반출입에 관한 사항
- 관세법등 위반사범에 대한 범칙수사업무에 관한 사항
- 밀수단속에 관한 사항
- 부정무역, 불공정무역, 원산지표시 위반 및 지식재산권 침해에 관한 조사 및 수사
- 수출입물품중 멸종위기에 처한 야생동식물, 특정야생동식물, 자연생태계 위해동식물업무에 관한 사항
- 자유무역협정의 집행에 관한 사항

## 연혁
- 1949년 7월 9일: 재무부 소속으로 군산·목포·여수·제주세관 설치. 군산세관 소속으로 대천감시서, 목포세관 소속으로 완도감시서, 여수세관 소속으로 나로도감시서, 제주세관 소속으로 한림·서귀포·성산포감시서를 둠.[3]
- 1952년 9월 3일: 목포·군산·제주세관을 여수세관 소속 목포·군산·제주분관으로 개편. 대천감시서를 폐지하고 목포분관 소속으로 법성포감시서 설치.[4]
- 1955년 9월 19일: 나로도·법성포·완도·한림·서귀포·성산포감시서를 나로도·법성포·완도·한림·서귀포·성산포감시소로 개편.[5]
- 1957년 1월 25일: 법성포·한림·성산포감시소 폐지. 나로도·완도·서귀포감시소를 나로도·완도·서귀포감시서로 개편. 군산·목포·제주분관을 군산·목포·제주세관으로 승격하고 군산세관 소속으로 대전·장항·대천감시서를, 목포세관 소속으로 광주감시서를 설치.[6]
- 1961년 10월 2일: 대전감시서를 대전출장소로 개편. 장항·대천·서귀포감시서 폐지.[7]
- 1964년 8월 20일: 광주감시서를 광주출장소로 개편. 나로도·완도감시서 폐지.[8]
- 1970년 8월 3일: 관세청 소속으로 변경.
- 1976년 5월 8일: 여수세관 소속으로 여천출장소를, 군산세관 소속으로 이리·전주출장소를 설치.[9]
- 1978년 7월 15일: 대전출장소를 대전세관으로 승격. 목포세관 소속으로 완도감시서 설치.[10]
- 1980년 6월 14일: 광주출장소를 광주본부세관으로 승격. 군산세관 소속으로 노화도·외항감시서 설치.[11]
- 1981년 8월 31일: 쌍촌동으로 청사 이전.
- 1987년 4월 1일: 여천출장소를 폐지하고 광양출장소 설치.[12]
- 1991년 12월 28일: 대전세관 소속으로 대산감시서 설치.[13]
- 1995년 7월 13일: 이리출장소를 익산출장소로 개편.[14]
- 1996년 7월 10일: 노화도·외항·대산·완도감시서를 노화도·외항·대산·완도감시소로 개편.[15]
- 1998년 2월 28일: 대산감시소를 대산출장소로 개편.[16]
- 2003년 7월 25일: 광양출장소를 광양세관으로 승격.[17]
- 2006년 1월 2일: 익산·전주·대산출장소를 익산·전주·대산세관으로 승격.[18]
- 2006년 7월 1일: 외항감시소 폐지.[19]
- 2008년 12월 27일: 정부광주지방합동청사로 이전.
- 2015년 1월 6일: 노화도감시소 폐지. 완도감시소를 완도지소로 개편.[20]
- 2016년 1월 18일: 대산·익산세관을 각각 대전세관 소속 대산세관비즈니스센터·전주세관 소속 익산세관비즈니스센터로, 완도지소를 목포세관 소속 완도세관비즈니스센터로 개편.[21]

## 관할구역
- 광주광역시
- 전라남도 나주시, 화순군, 담양군, 곡성군, 장성군, 영광군, 무안군 무안국제공항 항역

## 조직

### 세관장
- 세관운영과[22]
- 감사담당관실[23]
- 수출입기업지원센터[23]
- 통관지원과[23]
- 납세심사과[24]
- 조사과[24]
- 휴대품과[24]

### 소속기관
세관
- 모든 세관은 관세청의 직속기관이지만 「관세청과 그 소속기관 직제」 제22조제3항에 의거하여 부산본부세관은 통관의 적법성·세액 및 환급의 심사·범칙수사업무가 전문적이고 효율적으로 이루어질 수 있도록 세관의 사무를 통합하여 수행하게 할 필요가 있을 때에는 관세청장이 지정한 세관의 사무 일부를 수행하게 할 수 있다.
- 목포세관장은 서기관 또는 기술서기관으로, 전주세관장은 서기관·기술서기관·행정사무관·공업사무관·전산사무관·방송통신사무관 또는 해양수산사무관으로, 나머지 세관장은 서기관으로 보한다.

| 명칭     | 소재                                    | 관할구역 |
| -------- | --------------------------------------- | --- |
| 광양세관 | 전라남도 광양시 중동로 22               | 전라남도 광양시, 구례군 및 경상남도 하동군 금성면                                                                     |
| 목포세관 | 전라남도 영암군 삼호읍 유수로 46        | 전라남도 목포시, 함평군, 신안군, 영암군, 진도군, 해남군, 강진군, 장흥군, 완도군, 무안군                               |
| 대전세관 | 대전광역시 유성구 테크노2로 214         | 대전광역시, 세종특별자치시, 충청남도                                                                                  |
| 여수세관 | 전라남도 여수시 웅천북로 39             | 전라남도 여수시, 순천시, 고흥군, 보성군                                                                               |
| 군산세관 | 전라남도 군산시 해망로 244-7            | 전북특별자치도 군산시 및 충청남도 보령시, 서천군                                                                      |
| 제주세관 | 제주특별자치도 제주시 공항로 2          | 제주특별자치도 |
| 전주세관 | 전북특별자치도 전주시 완산구 홍산로 303 | 전북특별자치도 전주시, 익산시, 김제시, 정읍시, 남원시, 완주군, 진안군, 무주군, 장수군, 임실군, 순창군, 부안군, 고창군 |

세관비즈니스센터
- 세관비즈니스센터장은 행정사무관·공업사무관·전산사무관·방송통신사무관·해양수산사무관·관세주사·방송통신주사·해양수산주사로 보한다.[27]

| 세관명   | 명칭                 | 소재                               | 관할구역                                                       |
| -------- | -------------------- | ---------------------------------- | -------------------------------------------------------------- |
| 목포세관 | 완도세관비즈니스센터 | 전라남도 완도군 완도읍             | 전라남도 완도군                                                |
| 대전세관 | 대산세관비즈니스센터 | 충청남도 서산시 대산읍 대죽1로 317 | 충청남도 서산시, 홍성군, 태안군, 당진시 석문면·대호지면·고대면 |
| 군산세관 | 보령세관비즈니스센터 | 충청남도 보령시                    | 충청남도 보령시                                                |
| 전주세관 | 익산세관비즈니스센터 | 전북특별자치도 익산시 선화로 421   | 전북특별자치도 익산시                                          |